# ويلي نولس
ويلي نولس (بالإنجليزية: Willie Naulls)‏ مواليد 7 أكتوبر 1934 في دالاس، هو لاعب كرة سلة أمريكي معتزل. بدأ مسيرته الاحترافية في سنة 1956. تم اختياره من قبل فريق أتلانتا هوكس خلال الدرافت. يبلغ طوله 6 قدم 6 بوصة (2.0 م). اعتزل اللعب في 1966. فاز بلقب دوري إن بي إيه. أحرز خلال مسيرته في الإن بي إيه 11305 نقطة بمعدل 15.8 نقطة في المباراة الواحدة.

## المسيرة الاحترافية
لعب مع أتلانتا هوكس في سنة 1956، ثم لعب مع نيويورك نيكس من سنة 1956 إلى 1963، ثم لعب مع غولدن ستايت ووريورز في موسم 1962–1963، ثم لعب مع بوسطن سيلتكس من سنة 1963 إلى 1966.

## روابط خارجية
- ويلي نولس على موقع إن بي أي (الإنجليزية)
- ويلي نولس على موقع سبورتس رفرنس (الإنجليزية)
- ويلي نولس على موقع كلية كرة السلة في سبورتس رفرنس.كوم (الإنجليزية)
- ويلي نولس على موقع ريلجم (الإنجليزية)
- ويلي نولس على موقع بروبوليرز (الإنجليزية)